# 许文有
许文有（1955年—），辽宁辽阳人，汉族，中华人民共和国政治人物、第十二届全国人民代表大会辽宁地区代表。
毕业于北京大学法律专业，加入中国共产党。2013年，被选为全国人大代表。